# Episodi di LEGO Ninjago (stagione pilota)
La stagione pilota (o episodi pilota) della serie televisiva Ninjago: Masters of Spinjitzu è composta da 4 episodi di 11 minuti ed è stata trasmessa negli Stati Uniti d'America su Cartoon Network il 14 gennaio 2011. In America è uscita anche una versione formata da 2 episodi di 22 minuti.
La stagione pilota non ha un titolo vero e proprio ma in alcuni casi è stata chiamata Masters of Spinjitzu e altre come Way of the Ninja.
In Italia è stata trasmessa su Cartoon Network dal 14 maggio 2012 al 17 maggio 2012.
La stagione pilota è stata diretta da Michael Hegner e Justin Murphy e scritti da Dan Hageman e Kevin Hageman.
Gli antagonisti sono Lord Garmadon, Samukai e il suo esercito di scheletri.
| nº | Titolo originale   | Titolo italiano      | Prima TV USA    | Prima TV Italia |
| -- | ------------------ | -------------------- | --------------- | --------------- |
| 1  | Way of the Ninja   | Il mistero dei ninja | 14 gennaio 2011 | 14 maggio 2012  |
| 2  | The golden weapon  | L'arma d'oro         | 14 gennaio 2011 | 15 maggio 2012  |
| 3  | King of Shadows    | Il re delle ombre    | 14 gennaio 2011 | 16 maggio 2012  |
| 4  | Weapons of destiny | Armi del destino     | 14 gennaio 2011 | 17 maggio 2012  |

## Il mistero dei ninja
Kai è il figlio di un fabbro che vive con la sorella minore Nya nel Malachite Village, nel mondo di Ninjago.
Un giorno incontra per caso Sensei Wu, un uomo anziano, che gli propone di allenarsi per diventare un ninja, ma lui rifiuta tale offerta. Poco dopo un esercito di Scheletri, guidato da Samukai, attacca il villaggio con l'obiettivo di recuperare una vecchia mappa. Kai combatte per difendere la sua fucina , ma non essendo un combattente, viene salvato da Sensei Wu che era rimasto nei paraggi. Malgrado ciò, gli Scheletri riescono a recuperare la mappa nascosta dietro l’insegna della fucina, e prima di andarsene rapiscono Nya.
Wu spiega a Kai che Samukai agiva per conto di Lord Garmadon, re dell'Oltretomba, e che la mappa mostra dove sono nascoste le quattro Armi d’Oro, con le quali il Primo Maestro di Spinjitzu creò Ninjago. Il Sensei svela anche che Garmadon è suo fratello, da lui rinchiuso nell'Oltretomba quando tentò di rubare le Armi, che nascose successivamente in diversi luoghi indicati in una mappa che consegnò ad un uomo onesto, ovvero, il padre di Kai.
Volendo aiutarlo a salvare sua sorella, Wu decide di allenare Kai nel suo monastero per renderlo un ninja; ma la notte prima della prova finale, Kai viene attaccato da tre misteriosi individui vestiti di nero.

## L'arma d'oro
Kai riesce a sconfiggere i tre individui misteriosi, ma Sensei Wu spiega che in realtà loro sono suoi allievi: Cole, Jay e Zane, e che quella era la sua prova finale. Wu consegna ai nuovi ninja le loro nuove divise con i rispettivi ruoli: Kai è il ninja rosso, maestro del fuoco; Jay è il ninja blu, maestro del fulmine; Cole è il ninja nero, maestro della terra; e Zane è il ninja bianco, maestro del ghiaccio.
Successivamente i ninja vanno alla ricerca delle quattro Armi d’Oro. Nel luogo in cui è nascosta la Falce del Terremoto, ossia le Grotte della Disperazione, riescono ad usare, per la prima volta, lo Spinjitzu contro l'esercito degli Scheletri, ma poco dopo, si trovano ad affrontare il guardiano dell'Arma d'Oro: il Drago della Terra. Per riuscire a fuggire, Kai ignora l’avviso dato da Sensei Wu, sul fatto di non usare la Falce e, usandola contro il drago, riesce ad aprire un passaggio nella roccia da cui i ninja riescono ad uscire. Kai, al rimprovero di Wu, si giustifica dicendo che gli scheletri hanno preso sua sorella e che deve fare di tutto per salvarla.
Intanto, nell'Oltretomba, Samukai riferisce i fatti avvenuti a Lord Garmadon e chiede perdono per averlo deluso; quest'ultimo è però soddisfatto, poiché tutto sta procedendo secondo il suo piano.

## Il re delle ombre
Dopo avere recuperato la Falce del Terremoto i ninja recuperano anche il Nunchaku del Fulmine e gli Shuriken del Ghiaccio, non prima di avere sconfitto anche i draghi posti a loro protezione, per poi apprestarsi a ritrovare la quarta ed ultima Arma: la Spada del Fuoco.
Ma una notte, Lord Garmadon, sotto forma di ombra, perché essendo confinato nell'Oltretomba il suo corpo non può tornare a Ninjago, attira Kai nel Tempio del Fuoco assumendo le sembianze di Nya. Kai si ritrova a dover prendere ed usare la Spada del Fuoco per spezzare le catene con cui Nya è stata legata. Successivamente, Lord Garmadon si presenta, sempre sotto forma di ombra, mettendo contro Kai la sua stessa ombra. Poco dopo, Sensei Wu arriva per salvare Nya e Kai, ma per farlo, decide di precipitare nell'Oltretomba, portandosi dietro la Spada.
Intanto Cole, Zane e Jay vengono catturati dagli Scheletri e legati, mentre Samukai ruba le Armi d'Oro per poi fuggire nell'Oltretomba nonostante i ninja, dopo essersi liberati, abbiano tentato di fermarlo.

## Armi del destino
Dopo il furto delle Armi d'Oro, Cole, Jay e Zane raggiungono il Tempio del Fuoco dove scoprono che Kai e Nya sono riusciti ad ammansire il Drago del Fuoco che era a guardia della Spada. Decidono così di ammansire anche i draghi elementali del Fulmine, del Ghiaccio e della Terra, per poter entrare nell'Oltretomba. Intanto Sensei Wu, tenendo con sé la Spada del Fuoco, raggiunge il palazzo del fratello Garmadon, dove affronta Samukai, armato con le altre tre Armi d'Oro.
I ninja raggiungono l'Oltretomba utilizzando i draghi e, per sconfiggere l’armata di Scheletri a protezione del palazzo di Garmadon, decidono di usare il Vortice della Creazione unendo i loro quattro poteri elementali in un unico vortice. Subito dopo, i ninja precipitano in aiuto di Sensei Wu che viene però sconfitto da Samukai. Quest’ultimo, avendo tutte e quattro le Armi d'Oro, decide di rivoltarsi contro Garmadon, tradendolo, ma questi rivela che aveva già previsto il suo tradimento. Poiché nessuno può gestire il potere delle quattro armi d'oro tutte insieme, Samukai si trasforma in un portale che consente a Garmadon di tornare a Ninjago.
I ninja si recano infine alla fucina di Kai, dove Nya li sta aspettando, per festeggiare la vittoria.